# Sintassi Java

Uno snippet di codice Java con parole chiave evidenziate in carattere grassetto blu

La sintassi del linguaggio di programmazione Java è l'insieme di regole che definiscono come un programma in Java debba essere scritto e successivamente interpretato.
La sintassi è principalmente derivata da C e C++, ma a differenza di quest'ultimo, in Java non esistono funzioni o variabili globali, ma vi sono membri che sono considerati come variabili globali. Ogni elemento del codice fa parte di una classe, e tutti i valori sono implicitamente oggetti. L'unica eccezione è formata dai tipi di dato primitivi, che non sono rappresentati da un'istanza di una classe per motivi di performance (sebbene possano essere convertiti automaticamente in oggetti e viceversa tramite un processo denominato autoboxing). Alcune funzionalità quali l'operator overloading od i numeri interi senza segno vengono omessi per semplificare il linguaggio e per evitare possibili errori.